# Álvaro Rosell

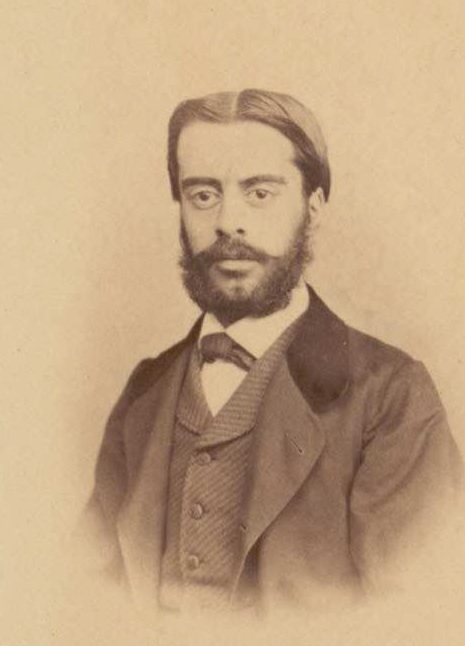
Álvaro Rosell. Fotografía sobre papel de albúmina de J. Laurent. Biblioteca Nacional de España

Álvaro Rosell Torres, arquitecto español, titulado en 1869 y fallecido en Madrid el 13 de enero de 1915.
Hijo de Cayetano Rosell, director de la Biblioteca Nacional de España, completó los estudios de arquitectura en la Escuela Especial de Arquitectura de Madrid, presidida por Lucio del Valle, tras aprobar el correspondiente examen de revalida el 4 de marzo de 1869. Tuvo su primer destino como arquitecto en la Obra Pía de los Santos Lugares de Jerusalén, a las órdenes del cónsul de España en Tánger.
Inmediatamente después de completar los estudios, en 1870, presentó dos proyectos para la ampliación de la sede de la Biblioteca Nacional de España, localizada en ese momento en la que había sido casa del marqués de Alcañices, frente al monasterio de la Encarnación. Acuciada por la falta de espacio, en tanto se construía el edificio nuevo en el paseo de Recoletos, en 1869 se le agregó a la casa de Alcañices el jardín contiguo, que había sido Real Botica, para construir en él un pabellón provisional. Los planos proporcionados por Rosell planteaban dos alternativas: destinar el pabellón todo él a depósito de libros y cubrir el patio de la casa del marqués de Alcañices para sala de lectura, o bien formar una sala ochavada de lectura en el mismo pabellón. En 1871, ausente Rosell, dio la forma definitiva al proyecto Enrique María Repullés, pero de su construcción, a partir de 1864, se hizo cargo de nuevo Rosell, que concluyó las obras un año después y realizó algunos trabajos de mantenimiento en la casa de Alcañices.
En febrero de 1881 fue nombrado conservador del Teatro Real, cargo en el que permaneció hasta su muerte. El Buñuelo, revista satírica subtitulada Sainete político, insinuó la existencia de un caso de nepotismo en el nombramiento, por ser Rosell familiar de José Luis Albareda, ministro de Fomento:

... Pero dicho se queda
que Rosell es pariente de Albareda,
y, en buen trato de gentes,
antes que los demás son los parientes.

Al mismo tiempo, Francisco Jareño, que desde 1866 estaba al frente de la construcción del edificio del Palacio de Bibliotecas y Museos Nacionales en el Paseo de Recoletos, fue cesado de la dirección ejecutiva a instancias de Cayetano Rosell, director desde 1875 de la Biblioteca y consuegro de Albareda, disconforme con la distribución de espacios proyectada por Jareño, pues él quería un depósito único de libros. Para sustituirlo se nombró a José María Ortiz Sánchez, pero la Real Orden por la que se le encomendaba continuar con el proyecto precisaba que debía hacerse «asimilándole al anteproyecto hecho por el arquitecto D. Álvaro Rosell, procurando en lo posible utilizar las construcciones que había ya ejecutadas». En mayo de 1881 otra Real Orden requería incorporar a las funciones inicialmente previstas para el edificio las de ministerio de Fomento —en lugar de los museos de pintura y escultura—, Escuela de Diplomática y Archivo Histórico Nacional. Ortiz delegó la redacción del nuevo proyecto en Rosell, que era arquitecto auxiliar de las obras y por haber sido el autor del anteproyecto, además de «por estar penetrado de los deseos de su padre», y Rosell lo presentó en mayo de 1882; pero no satisfecho con él, Ortiz presentó otro en febrero de 1883. Muerto Cayetano Rosell en marzo de 1883 y cesado Albareda al frente de Fomento, la Junta Consultiva rechazó en enero de 1884 los dos proyectos junto con el anterior de Jareño, que había quedado ya desfasado, procediendo a encargar uno nuevo a Antonio Ruiz de Salces, que sería el definitivo.
Obra suya es el palacete del médico José de la Carrera en la calle de Casado del Alisal, 5, para el que dio los planos en 1885. Construido entre 1886 y 1887, tras una rehabilitación y adaptación de los espacios interiores en 1985 para la Sociedad Estatal de Gestión para la Rehabilitación y Construcción de Viviendas, lo ocupa actualmente el Centro de Estudios Monetarios y Financieros (CEMFI). Levantado en parte del solar primitivamente ocupado por el Palacio del Buen Retiro, en terrenos desgajados del parque que habían quedado sin urbanizar tras la ruina del palacio, Rosell solicitó al ayuntamiento en agosto de 1885 se le diese autorización para adelantar en nombre de varios propietarios los gastos de desmonte y apertura de las calles en que trataban de edificar sus hoteles, para poder iniciar las obras de construcción, trabajos de desmonte con los que, según exponía en su solicitud, se daría ocupación «en estos críticos momentos, a numerosos braceros sin trabajo, que se hallan por consiguiente sin recursos y expuestos al contagio colérico, exponiendo a su vez, a sus familias», si bien el ayuntamiento debería devolver el dinero adelantado por los propietarios de los terrenos cuando pudiese consignar en sus presupuestos dichos gastos.
Rosell patentó además una máquina de su invención para elevar agua, sobre la que publicó un opúsculo con el título Movimiento y trabajo continuo, y pronunció en el Ateneo de Madrid la conferencia titulada «Disquisiciones conducentes a demostrar que la gravedad es el motor preferente». Rosell solicitó el examen de su máquina al Ministerio de Agricultura, por entender que podía ser de aplicación en la agricultura, la minería y la locomoción. La respuesta del Negociado de Industria, no obstante, fue contundente: aunque sin el aparato en cuestión ni planos detallados era imposible formar un juicio exacto, el aparato según lo describía el inventor no se basaba en principios científicos y, al contrario, estaba en contradicción con ellos, «según así lo reconoce y expresamente lo declara al decir que ha sido base de su estudio la idea de que algunas máquinas aumentan el trabajo que se les confía, y esto contradice principios elementales de mecánica tenidos como axiomas».